# Nørre Skovsgård
Nørre Skovsgård er et område nord for Skovsgård i Han Herred. En del af husene er udstykket fra gården "Nørre Skovsgård" i 1926. Andre af de større gårde i området hed Sønder Skovsgård og Bratskov. Nr. Skovsgård 44 blev førhen kaldt "blæsborg". Nørre Skovsgård er der knyttet en del historier til, hvilket bl.a. kan ses ved Øster Svenstrup kirke. Teksten på talerstolen og på gravstenene fortæller historie. 
Området er i dag et naturskønt område. Et område tæt på byerne Tranum, Skovsgård og Brovst. Der er en del beplantning i området, som ligger ud mod de omkringliggende enge.
Fra gammel tid har der været beboelser i området. Der ligger et par gravhøje, og man kan i området finde rester fra stenalderen,- en tid hvor der sandsynligvis har været vand fra Limfjorden helt op til området. 
Der findes i dag en del vilde dyr i området, som i dag er lidt skovagtigt.
|  | Denne artikel om lokaliteten Nørre Skovsgård kan blive bedre, hvis der indsættes et (bedre) billede. Du kan hjælpe ved at afsøge Wikimedia Commons for et passende billede eller lægge et op på Wikimedia Commons med en af de tilladte licenser og indsætte det i artiklen. |

|  | Denne artikel kan blive bedre, hvis der indsættes geografiske koordinater Denne artikel omhandler et emne, som har en geografisk lokation. Du kan hjælpe ved at indsætte koordinater i wikidata. |